# تازة كند جديد
تازة كند جديد هي قرية في مقاطعة بارس أباد، إيران. عدد سكان هذه القرية هو 748 في سنة 2006.